# Fraxern
Fraxern è un comune austriaco di 687 abitanti nel distretto di Feldkirch, nel Vorarlberg.